# 국토교통백서
국토교통백서(國土交通白書)는 국토교통부가 발행하는 백서로서, 도로 관련 기록 및 정책, 계획 등을 정리하여 널리 홍보하고, 도로정책 수립 등에 활용하기 위하여 1998년부터 매년 발간되고 있다.

## 연혁
- 1998년 첫 번째 건설교통백서 발간.
- 1999년 두 번째 건설교통백서 발간.
- 2000년 세 번째 건설교통백서 발간.
- 2001년 네 번째 건설교통백서 발간.
- 2002년 다섯 번째 건설교통백서 발간.
- 2003년 여섯 번째 건설교통백서 발간.
- 2004년 일곱 번째 건설교통백서 발간.
- 2005년 여덟 번째 건설교통백서 발간.
- 2008년 교통해양 정책자료집 발간.

## 같이 보기
- 백서
- 외교백서
- 국방백서
- 경제백서
- 통일백서
- 체육백서
- 환경백서
- 보건복지백서
- 해양수산백서
- 청소년백서